# Kumakwane
Kumakwane é uma vila localizada no distrito Kweneng em Botswana. Possuía, em 2011, uma população estimada de 5 545 habitantes.